# Rue de la Croix-Blanche
La rue de la Croix-Blanche  est une ancienne rue qui était située dans l'ancien 7e arrondissement de Paris, qui a été absorbée, en 1868, par la rue du Roi-de-Sicile.

## Origine du nom
Cette rue prit ce nom en raison d'une enseigne qui y était située.

## Situation
La rue de la Croix-Blanche, d'une longueur de 81 mètres, située dans l'ancien 7e arrondissement, quartier du Marché-Saint-Jean, commençait aux 17-19, rue Vieille-du-Temple et finissait aux 2-4, rue Bourtibourg.
Les numéros de la rue étaient rouges. Le dernier numéro impair était le no 7 et le dernier numéro pair était le no 4.

## Historique
Dans une lettre de Philippe le Hardi, datée d'août 1280, cette voie est désignée sous le nom de « rue Augustin-le-Faucheur », qui est ensuite altéré en « rue Anquetin-le-Faucheur », « rue Anquetin-le-Faucheur », « rue Huguetin-le-Faucheur », « rue Hennequin-le-Faucheur », « rue Otin-le-Faucheur ».
Elle est citée dans Le Dit des rues de Paris de Guillot de Paris sous le nom de « rue Anquetil-le-Faucheur ».
Dans un bail du 8 juillet 1448 et dans une sentence de licitation du 27 août 1639, elle est appelée « rue de la Croix-Blanche ».
Elle est citée dans un manuscrit de l'abbaye Sainte-Geneviève de 1450 sous le nom de « rue Otin le Fauche ». 
Elle est citée sous le nom de « rue de la Croix blanche » dans un manuscrit de 1636.
Une décision ministérielle du 23 prairial an VII (11 juin 1799), signée François de Neufchâteau, la rue de Bercy-au-Marais devait être supprimée et la rue de la Croix-Blanche conservée et portée à 8 mètres de largeur.  En vertu d'une ordonnance royale du 12 juillet 1837, l'îlot de maisons qui séparait ces deux rues devait être supprimé pour ne faire qu'une seule communication de 12,50 mètres dans sa moindre largeur. La rue de la Croix-Blanche, dont la largeur n'était en 1844 que de 2 mètres environ, fut fermée par une grille à ses deux extrémités puis absorbée en 1868 par la rue du Roi-de-Sicile.